# Todea grandipinnula
Todea grandipinnula là một loài dương xỉ trong họ Osmundaceae. Loài này được T.Moore mô tả khoa học đầu tiên năm 1886.
Danh pháp khoa học của loài này chưa được làm sáng tỏ. 